# Bodolyabér
Bodolyabér is een plaats (község) en gemeente in het Hongaarse comitaat Baranya. Bodolyabér telt 320 inwoners (2005).